# شهرستان کیت کارسون (کلرادو)
شهرستان کیت کارسون، کلرادو (به انگلیسی: Kit Carson County, Colorado) یک سکونتگاه مسکونی در ایالات متحده آمریکا است که در کلرادو واقع شده‌است.

## خصوصیات
شهرستان کیت کارسون ۵٬۵۹۹٫۵۹ کیلومترمربع مساحت دارد.